# Ptychoptera coloradensis
Ptychoptera coloradensis är en tvåvingeart som beskrevs av Alexander 1937. Ptychoptera coloradensis ingår i släktet Ptychoptera och familjen glansmyggor. Inga underarter finns listade i Catalogue of Life.